# Darren Peacock
Darren Peacock (* 3. Februar 1968 in Bristol) ist ein ehemaliger englischer Fußballspieler. Als Innenverteidiger war er Teil des aufstrebenden Klubs Newcastle United, der in der zweiten Hälfte der 1990er-Jahre unter Trainer Kevin Keegan mehrfach um die englische Meisterschaft konkurrierte.

## Sportlicher Werdegang
Peacock war ab September 1983 bei den in seiner Heimat spielenden Bristol Rovers mit einem Schülervertrag ausgestattet, bevor er sich im August 1984 dem walisischen Klub Newport County anschloss. Er debütierte am 14. September 1985 für Newport, das damals in der dritten englischen Liga spielte. Noch bevor er im Februar 1986 mit dem Profivertrag ausgestattet worden war, hatte er acht Ligapartien bestritten. Im Oktober 1986 zog er sich eine schwere Knieverletzung zu, die ihn zu einer Pause bis April 1988 zwang. Zu diesem Zeitpunkt war Newport County aufgrund zweier Abstiege in Folge aus dem vierstufigen englischen Profifußballbereich ausgeschieden. So setzte Peacock seine Laufbahn zunächst in der Football Conference fort, bevor ihn im März 1989 der Viertligist Hereford United verpflichtete. Nachdem er zuvor häufig auf der Stürmerposition eingesetzt worden war, etablierte sich Peacock nunmehr als zentraler Abwehrspieler mit Stärken im Zweikampf und einem guten Stellungsspiel. Er gewann 1999 mit Hereford den walisischen Pokal und zeigte sich mit insgesamt derart konstant guten Leistungen, dass er im Dezember 1990 in die höchste englische Spielklasse zu den Queens Park Rangers für die Ablösesumme von 200.000 Pfund wechselte. Er galt dabei als „Notverpflichtung“, da bei QPR eine Verletzungsmisere in der Innenverteidigung entstanden war, und gemeinsam mit ihm fand Andy Tillson von Grimsby Town den Weg nach London. In den verbliebenen Partien der Saison 1990/91 gelang der sichere Klassenerhalt und auch nachdem in der folgenden Spielzeit 1991/92 die vormaligen Stammspieler Danny Maddix und Alan MacDonald genesen zurückkehrten, verteidigte Peacock seinen Stammplatz in der Mannschaft.
Nach 126 Ligapartien für „QPR“ wechselte er für im März 1994 zum ambitionierten Erstligaaufsteiger Newcastle United. Die von Kevin Keegan trainierten „Magpies“ überzeugten in dieser Zeit durch ihr attraktives Offensivspiel und schossen auf dem Weg zum dritten Platz in der Saison 1993/94 die meisten Tore in der Premier League. Peacocks Aufgabe lag darin, die Defensive zu stärken, und in den folgenden vier Jahren gehörte er zumeist zu den „unbesungenen Helden“, die sich weniger durch technische Finesse auszeichnen konnten. Nach anfänglichen Vorbehalten etablierte er sich spätestens in der Spielzeit 1995/96 als Stammkraft und verdrängte oft den belgischen Nationalverteidiger Philippe Albert auf die Ersatzbank. Er war Teil der Mannschaft, die in der Saison 1996/97 zu Weihnachten bereits als Tabellenführer einen 10-Punkte-Vorsprung auf Manchester United hatte, diesen aber noch verspielte und „nur“ die Vizemeisterschaft gewann. Im Verlauf seiner Newcastle-Zeit schoss er lediglich zwei Ligatore, davon eins jedoch anlässlich eines überraschenden 5:0-Kantersiegs gegen Manchester United im Oktober 1996. Während dieser Zeit wurde über eine mögliche Berufung in die walisische A-Nationalmannschaft spekuliert. Die Berechtigung dazu hätte er aufgrund der walisischen Wurzeln in seiner Familie erhalten – letztlich wurde dieses „Gedankenspiel“ aber nicht in die Tat umgesetzt. Nach dem Weggang von Kevin Keegan baute dessen Nachfolger Kenny Dalglish das Team weitgehend um. Dazu gesellten sich bei Peacock ab 1997 einige Blessuren, in deren Folge er sowohl am Knie als auch an der Leiste operiert wurde. Im Januar 1997 verlor Peacock seinen Stammplatz an Steve Howey und nach ersten Gerüchten über einen Wechsel zum FC Everton (als Teil eines Tauschs mit Gary Speed) verließ er im Juli 1998 Newcastle in Richtung des Erstligakonkurrenten Blackburn Rovers.
Obwohl Peacock in Blackburn auf Anhieb regelmäßig zum Einsatz kam, endete die erste Saison 1998/99 mit dem Abstieg als Tabellenvorletzter. Nach nur noch sporadischen Bewährungschancen im Jahr darauf liehen ihn die Rovers zu Beginn der Saison 2000/01 zunächst an West Ham United und später an die Wolverhampton Wanderers aus. Bei den „Wolves“ prallte er am 1. Dezember 2000 im Spiel gegen den FC Fulham mit dem eigenen Torhüter Michael Oakes derart schwer zusammen, dass er sich einen Nackenwirbel sowie die Wirbelsäule verletzte. Obwohl er kurzzeitig bewusstlos gewesen war, absolvierte er die Partie bis zum Abpfiff. Kurz darauf beendete Peacock seine aktive Laufbahn, nachdem festgestellt worden war, dass er nur knapp einem Lähmungsschaden entgangen war.
Zwischen 2013 und 2015 arbeitete Peacock als Cheftrainer des semiprofessionellen Klubs Lancaster City, gemeinsam mit seinem Ex-QPR-Mannschaftskameraden Trevor Sinclair als Assistent.

## Titel/Auszeichnungen
- Welsh Cup (1): 1990